# 科奧佩拉齊亞冰山麓
科奧佩拉齊亞冰山麓（英語：Kooperatsiya Ice Piedmont），是南極洲的冰山麓，位於維多利亞地的彭內爾海岸，處於葉爾馬克角西南面的倫尼克灣西岸，現時由南極條約體系管理。